# نرمندية العليا
نرمندية العليا أو هوت-نورماندي (بالفرنسية: Haute-Normandie)‏ أو النورماندي العليا هي منطقة في وسط شمال فرنسا وعاصمتها هي روان.

## أعلام
- روبرت كريمر